# Achtung Zoll!
Achtung Zoll! ist eine von den Regionalsendern der ARD und vom französischen Sender TF1 in den Jahren 1979 und 1980 produzierte Kriminalfilm-Reihe. Die Folgen deutschen Ursprungs (1 bis 42) hatten eine Länge von 25 Minuten, die französischen Folgen (43 bis 48) mit dem Originaltitel Opération Trafics dagegen 45 Minuten. Die Ausstrahlung in Deutschland erfolgte in den Vorabendprogrammen.

## Hintergrund
Fünf verschiedene ARD-Regionalsender produzierten ähnlich wie beim Tatort ihre eigenen Folgen mit eigenen Protagonisten, Schauplätzen und Autoren. Hinzu kamen weitere Folgen des französischen Senders TF1, die zwar vorher produziert, aber in Deutschland als letzte Folgen gezeigt wurden. Ermittlungsort war immer der Zollgrenzbezirk des jeweiligen Schauplatzes. Insgesamt wurden zehn Staffeln produziert, drei vom NDR, je zwei vom WDR und SDR und je eine vom SWF, HR und von TF1. Typischerweise bestand eine Staffel aus vier bis sechs Folgen, in denen das Ermittlerteam des jeweiligen Senders die Fälle löste.

## Konzept
Die Ermittler der einzelnen Sendeanstalten klären Zollvergehen auf. In den Episoden des NDR ist der Schauplatz Lübeck-Travemünde, Finanzanwärter Horst Brinkmann (Arnfried Lerche) und Zollinspektorin Jutta Edinger (Marietta Schupp) ermitteln an der deutsch-deutschen Grenze. Protagonisten des HR sind Zollobersekretär Stadler (Hubertus Petroll) und Zollinspektorin Karin Wünsche (Susanne Beck). Sie bearbeiten ihre Fälle am Frankfurter Flughafen. Der SWF lässt an der deutsch-französischen Grenze in Effelstein (Drehorte Scheibenhard und Scheibenhardt) Zollobersekretär Hans Peter (Robert Wolfgang Schnell) und Hundeführer Willi Naht (Peer Augustinski) aktiv werden. Für den WDR wird Finanzanwärter Vanloo (Peter Seum) an mehreren Dienststellen ausgebildet. Für den SDR sind Zolloberamtsrat Weigert (Joachim Wichmann) und Zollamtsrat Heckmann (Raphael Wilczek) in Stuttgart tätig. Schließlich wirkt für TF1 Inspecteur Mathieu (Guy Marchand) im Umfeld von Straßburg.

## Drehbuch und Regie
| Sender | Drehbuch                                                            | Regie                            |
| ------ | ------------------------------------------------------------------- | -------------------------------- |
| NDR    | Roland F. Henschke, Josef Ippers, Hartmut Hülsbeck, Detlef Rönfeldt | Hermann Leitner, Detlef Rönfeldt |
| HR     | Bruno Hampel                                                        | Heinz Schirk                     |
| SWF    | Robert Wolfgang Schnell                                             | Michael Mackenroth               |
| WDR    | Theodor Schübel, Rolf und Alexandra Becker, Georg Feil              | Diethard Klante, Wigbert Wicker  |
| SDR    | Helmut Pigge, Hartmut Grund, Wilfried Schröder, Paul Mommertz       | Theo Mezger, Thomas Nikel        |
| TF1    | Hélène Misserly, Michel Christian Davet, Jacques Robert             | Christian-Jaque                  |

## Hauptdarsteller und Rollen (Auswahl)
| Schauspieler            | Rolle                            | Sender |
| ----------------------- | -------------------------------- | ------ |
| Peer Augustinski        | Willi Naht                       | SWF    |
| Renier Baaken           | Werner Zinn                      | HR     |
| Susanne Beck            | Zollinspektorin Karin Wüsche     | HR     |
| Edgar Bessen            | Zivilfahnder Schmidt             | NDR    |
| Arthur Brauss           | Pierre Moustat                   | SWF    |
| Eva Bubat               | Erna Peter                       | SWF    |
| Pierre Byland           | Jean Rauscher                    | SWF    |
| Gérard Croce            | Inspecteur Marquis               | TF1    |
| Harald Dietl            | Peter Solbach                    | HR     |
| France Dougnac          | Inspecteur Muriel                | TF1    |
| Agnes Dünneisen         | Lore Weigert                     | SDR    |
| Arnica Elsendoorn       | Gaby                             | WDR    |
| Siegurd Fitzek          | Schäufele                        | SDR    |
| Oskar Freitag           | Inspecteur Werner                | TF1    |
| Dierk Hardebeck         | Herr Vanloo                      | WDR    |
| Inge Herbrecht          | Mutter Brinkmann                 | NDR    |
| Aviva Joel              | Anise Rauscher                   | SWF    |
| Rudolf Krieg            | Fehlner                          | SDR    |
| Arnfried Lerche         | Horst Brinkmann                  | NDR    |
| Andreas Mannkopff       | Lothar Kirchheim                 | SWF    |
| Guy Marchand            | Inspecteur Mathieu               | TF1    |
| Germain Muller          | Charles Rauscher                 | SWF    |
| Hubertus Petroll        | Zoll-Obersekretär Klaus Stadler  | HR     |
| Rolf Schimpf            | Bärwald                          | NDR    |
| Robert Wolfgang Schnell | Hans Peter                       | SWF    |
| Eva-Ingeborg Scholz     | Frau Vanloo                      | WDR    |
| Marietta Schupp         | Jutta Edinger                    | NDR    |
| Peter Seum              | Thomas Vanloo                    | WDR    |
| Erika Wackernagel       | Frau Weigert                     | SDR    |
| Joachim Wichmann        | Zolloberamtsrat Heinrich Weigert | SDR    |
| Raphael Wilczek         | Heckmann                         | SDR    |

## Episoden
| Staffel | Sender | Folge | Titel                                   | Erstausstrahlung   |
| ------- | ------ | ----- | --------------------------------------- | ------------------ |
| 1       | NDR    | 1     | Zwischenfall an der Grenze              | 1. September 1980  |
| 1       | NDR    | 2     | Pelze aus Schweden                      | 8. September 1980  |
| 1       | NDR    | 3     | Der alte Freund                         | 15. September 1980 |
| 1       | NDR    | 4     | Falsche Spur                            | 22. September 1980 |
| 2       | HR     | 5     | Hundegeld                               | 29. September 1980 |
| 2       | HR     | 6     | Gold aus Zürich                         | 6. Oktober 1980    |
| 2       | HR     | 7     | Eulen aus Athen                         | 13. Oktober 1980   |
| 2       | HR     | 8     | Ohne Waffenschein                       | 20. Oktober 1980   |
| 3       | SWF    | 9     | Die mißglückte Flucht                   | 27. Oktober 1980   |
| 3       | SWF    | 10    | Der reuige Dieb                         | 3. November 1980   |
| 3       | SWF    | 11    | Die lukrative Beerdigung                | 10. November 1980  |
| 3       | SWF    | 12    | Die geheilte Ehe                        | 17. November 1980  |
| 3       | SWF    | 13    | Erlaubtes Gold                          | 24. November 1980  |
| 4       | WDR    | 14    | Vanloo und die Einladung ins Schloß     | 1. Dezember 1980   |
| 4       | WDR    | 15    | Vanloo und die Fracht nach Marokko      | 8. Dezember 1980   |
| 4       | WDR    | 16    | Vanloo und der Gast aus Frankreich      | 15. Dezember 1980  |
| 4       | WDR    | 17    | Vanloo und die Rohlinge                 | 22. Dezember 1980  |
| 4       | WDR    | 18    | Vanloo und das Wochenende auf dem Rhein | 29. Dezember 1980  |
| 5       | SDR    | 19    | Freifahrt für Schmuggelzigaretten       | 5. Januar 1981     |
| 5       | SDR    | 20    | Tankstelle für Zwetschgenwasser         | 12. Januar 1981    |
| 5       | SDR    | 21    | Der gemeinnützige Herr Hüttelkofer      | 19. Januar 1981    |
| 5       | SDR    | 22    | Es geht nicht ohne Hi-Fi                | 26. Januar 1981    |
| 5       | SDR    | 23    | Schmuggel auf Raten                     | 2. Februar 1981    |
| 6       | NDR    | 24    | Das neue Boot                           | 9. Februar 1981    |
| 6       | NDR    | 25    | Privat zu verkaufen                     | 16. Februar 1981   |
| 6       | NDR    | 26    | Der große Coup                          | 23. Februar 1981   |
| 6       | NDR    | 27    | Die Zange                               | 2. März 1981       |
| 7       | WDR    | 28    | Vanloo und der Diplomat                 | 9. März 1981       |
| 7       | WDR    | 29    | Vanloo und die fliegende Kiste          | 16. März 1981      |
| 7       | WDR    | 30    | Vanloo und die Zugbekanntschaft         | 23. März 1981      |
| 7       | WDR    | 31    | Vanloo und das große Rennen             | 30. März 1981      |
| 7       | WDR    | 32    | Vanloo und das Auto aus Mailand         | 6. April 1981      |
| 8       | SDR    | 33    | Der Goldkönig                           | 13. April 1981     |
| 8       | SDR    | 34    | Aus alt mach neu                        | 27. April 1981     |
| 8       | SDR    | 35    | Kleine Geschenke                        | 4. Mai 1981        |
| 8       | SDR    | 36    | Ein Schneemann aus Nahost               | 11. Mai 1981       |
| 8       | SDR    | 37    | Familienbande                           | 18. Mai 1981       |
| 8       | SDR    | 38    | Scharfer Appenzeller                    | 25. Mai 1981       |
| 9       | NDR    | 39    | Apoll                                   | 1. Juni 1981       |
| 9       | NDR    | 40    | Pistolen aus Schweden                   | 15. Juni 1981      |
| 9       | NDR    | 41    | Der Bruch                               | 22. Juni 1981      |
| 9       | NDR    | 42    | Sonderangebot                           | 29. Juni 1981      |
| 10      | TF1    | 43    | Wasserdichter Schnee                    | 6. Juli 1981       |
| 10      | TF1    | 44    | Pastis-Pipeline                         | 13. Juli 1981      |
| 10      | TF1    | 45    | Das goldene Dreieck                     | 20. Juli 1981      |
| 10      | TF1    | 46    | Erben kommt teuer                       | 27. Juli 1981      |
| 10      | TF1    | 47    | Wie geschmiert                          | 3. August 1981     |
| 10      | TF1    | 48    | Kunst kommt von Können                  | 10. August 1981    |

## DVD-Veröffentlichung
Fünf Folgen der 3. Staffel (eine DVD) wurden am 10. Februar 2017 von Pidax veröffentlicht.